# Lijst van parken en reservaten in Tsjaad
| Nationaal Park                | Kenmerken                                    | Grootte    | Locatie                                              |
| ----------------------------- | -------------------------------------------- | ---------- | ---------------------------------------------------- |
| Aouk Nationaal Park           | -                                            | 7.400 km²  | zuidelijk grensgebied                                |
| Chad Basin Nationaal Park     | vele vogelsoorten                            | 354 km²    | grensgebied met Nigeria                              |
| Goz-Beida Nationaal Park      | -                                            | 3.000 km²  | zuidoostelijk Tsjaad                                 |
| Manda Nationaal Park          | rivieroeverlandschap met moerassen en poelen | 1.140 km²  | zuidelijk Tsjaad op de westoever van de Chari-rivier |
| Zakouma Nationaal Park        | savanne                                      | 3.000 km²  | zuidoostelijk Tsjaad                                 |
| Abou Telfane Fauna Reservaat  | interessante fauna                           | 1.100 km²  | midden-zuid                                          |
| Bahr Salamat Fauna Reservaat  | wetlands, uitzonderlijke fauna               | 20.600 km² | zuidelijk Tsjaad                                     |
| Beinamar Reservaat            | -                                            | -          | zuidwestelijk Tsjaad                                 |
| Fada Archei Fauna Reservaat   | bronnengebied, vogels                        | 2.100 km²  | noordoostelijk Tsjaad, Ennedimassief                 |
| Mandelia Reservaat            | seizoenmatige wetlands                       | 1.380 km²  | tussen de Chari en de Logone-rivier                  |
| Siniaka-Minia Fauna Reservaat | interessante fauna                           | 4.750 km²  | midden-zuid                                          |